# Giải quần vợt Pháp Mở rộng 2023 - Đôi xe lăn quad
Andy Lapthorne và Donald Ramphadi là nhà vô địch, đánh bại Heath Davidson và Robert Shaw trong trận chung kết, 1–6, 6–2, [10–3].
Sam Schröder và Niels Vink là đương kim vô địch, nhưng thua ở vòng bán kết trước Lapthorne và Ramphadi.

## Hạt giống
1. Sam Schröder /  Niels Vink (Bán kết)
2. Heath Davidson /  Robert Shaw (Chung kết)

## Kết quả

### Từ viết tắt
| - Q = Vòng loại - WC = Đặc cách - LL = Thua cuộc may mắn - Alt = Thay thế - SE = Miễn đặc biệt | - PR = Bảo toàn thứ hạng - w/o = Thắng nhờ đối thủ rút lui trước trận đấu - r = Bỏ cuộc giữa trận đấu - d = Bị xử thua - SR = Xếp hạng đặc biệt |

### Chung kết
|  | Bán kết | Bán kết                        | Bán kết | Bán kết                    | Bán kết |   |                                | Chung kết | Chung kết | Chung kết | Chung kết | Chung kết |  |
|  |         |                                |         |                            |         |   |                                |           |           |           |           |           |  |
|  | 1       | Sam Schröder Niels Vink        | 6       | 4                          | [6]     |   |                                |           |           |           |           |           |  |
|  | 1       | Sam Schröder Niels Vink        | 6       | 4                          | [6]     |   |                                |           |           |           |           |           |  |
|  |         | Andy Lapthorne Donald Ramphadi | 4       | 6                          | [10]    |   |                                |           |           |           |           |           |  |
|  |         | Andy Lapthorne Donald Ramphadi | 4       | 6                          | [10]    |   | Andy Lapthorne Donald Ramphadi | 1         | 6         | [10]      |           |           |  |
|  |         |                                |         |                            |         |   | Andy Lapthorne Donald Ramphadi | 1         | 6         | [10]      |           |           |  |
|  |         |                                | 2       | Heath Davidson Robert Shaw | 6       | 2 | [3]                            |           |           |           |           |           |  |
|  |         | Koji Sugeno David Wagner       | 2       | Heath Davidson Robert Shaw | 6       | 2 | [3]                            | 67        | 6         | [1]       |           |           |  |
|  |         |                                |         |                            |         |   |                                | 67        | 6         | [1]       |           |           |  |
|  | 2       | Heath Davidson Robert Shaw     | 79      | 4                          | [10]    |   |                                |           |           |           |           |           |  |